# 掉石嶺
掉石嶺（英語：Stonethrow Ridge），是南極洲的山嶺，位於南設得蘭群島的欺骗岛，處於五月一日灣以西，南面有韋珀山口在1954年由英國研究隊命名，現時由南極條約體系管理。